# Dieter Hart
Dieter Hart (* 9. November 1940) ist ein deutscher Rechtswissenschaftler.

## Leben
Er studierte Rechtswissenschaft an der Goethe-Universität (1965 erste juristische Staatsprüfung, 1968 zweite juristische Staatsprüfung). Nach der Promotion 1972 war er von 1973 bis 1975 Dozent für Bürgerliches Recht und Wirtschaftsrecht an der Universität Frankfurt am Main. Seit 1975 ist er Professor für Zivilrecht, Handels- und Gesellschaftsrecht, Wirtschaftsrecht am Fachbereich Rechtswissenschaft der Universität Bremen.

## Schriften (Auswahl)
- mit Robert Francke: Ärztliche Verantwortung und Patienteninformation. Eine Untersuchung zum privaten und öffentlichen Recht der Arzt-Patient-Beziehung. Stuttgart 1987, ISBN 3-432-96751-9.
- Eigenständige Wirksamkeitsbeurteilung durch die Transparenzkommission. Rechtsgutachten im Auftrag des Bundesgesundheitsamtes. Berlin 1991, ISBN 3-89254-119-1.
- mit Gerd Glaeske und Eberhard Greiser: Arzneimittelsicherheit und Länderüberwachung. Konzeption zur strukturellen Optimierung der Länderüberwachung aus rechtlicher, pharmakologischer und gesundheitspolitischer Sicht. Baden-Baden 1993, ISBN 3-7890-3076-7.
- mit Robert Francke: Bürgerbeteiligung im Gesundheitswesen. Baden-Baden 2001, ISBN 978-3-7890-7367-0.
- zusammen mit Franz Müntefering, Frank-Walter Steinmeier (Hrsg.): Liber amicorum Volker Kröning zum 70. Geburtstag am 15. März 2015. Nomos Verlag, Baden-Baden 2015, ISBN 978-3-8487-1687-6.